# Cantone di Saint-Laurent-du-Maroni
Il cantone di Saint-Laurent-du-Maroni è una divisione amministrativa dell'arrondissement di Saint-Laurent-du-Maroni, nel dipartimento d'oltremare della Guyana.
È formato dal solo comune di Saint-Laurent-du-Maroni.